# César Sandoval
César Carlos Sandoval Pozo (Ascope, 11 de junio de 1966) es un abogado y funcionario público peruano. Es el actual Ministro de Transportes y Comunicaciones del Perú, desde el 13 de mayo de 2025.

## Biografía
Nacido el 11 de junio de 1966 en Ascope, ciudad ubicada en el departamento de La Libertad.
Es abogado de profesión y ha ejercido la función pública como asesor técnico y político en diversas entidades del Estado, desde la década de 1990.
En 2023 fue nombrado jefe del Gabinete de Asesores del Ministerio de Energía y Minas. En abril de 2024 fue nombrado asesor técnico en el despacho presidencial de la presidenta Dina Boluarte. 
Es militante activo del partido Alianza para el Progreso (APP), del cual ha sido secretario nacional de Organizaciones Sociales y Gremios Sindicales. Fue también vocero durante la campaña regional del 2022 de su líder César Acuña.

### Ministro de Estado
El 13 de mayo de 2025, fue nombrado y juramentado por la presidenta Dina Boluarte, como ministro de Transportes y Comunicaciones, en reemplazo de Raúl Pérez-Reyes, que pasó a ser titular de la cartera de Economía y Finanzas.
Ese mismo día se produjo la renuncia del premier Gustavo Adrianzén y de todo su gabinete ministerial en pleno. Al día siguiente se dio la juramentación de un nuevo Consejo de Ministros, presidido por Eduardo Arana Ysa, siendo Sandoval ratificado como ministro de Transportes y Comunicaciones.